# 1900년대 영화
다음은 1900년대 영화에 관한 정보이다. 1900년대 영화계의 사건과 경향에 대해 다룬다.

## 영화 목록
- 1900년 영화
- 1901년 영화
- 1902년 영화
- 1903년 영화
- 1904년 영화
- 1905년 영화
- 1906년 영화
- 1907년 영화
- 1908년 영화
- 1909년 영화

## 같이 보기
- 20세기 영화
- 1890년대 영화
- 1910년대 영화